# Шенстон, Уильям
Уи́льям Ше́нстон (англ. William Shenstone; 1714—1763) — английский поэт.
Учился в Оксфорде; писал оды, баллады, элегии, песни и юмористические стихотворения. Первый сборник его стихотворений издан в Оксфорде, под заглавием: «Poems upon various occasions» (1737). Стихи его отличаются звучностью, но однообразны и часто вычурны. В прозе его «Письма к друзьям» и «Опыты о людях и нравах» не лишены тонкой наблюдательности. Его «Полное собрание стихотворений», изданное в Лондоне в 1764 году в 3 томах, перепечатывалось много раз и позже.
Первая публикация пушкинского «Скупого рыцаря» была обставлена как литературная мистификация, с подзаголовком: «Сцена из Ченстоновой трагикомедии: The Covetous Knight». На самом деле у Ченстона (то есть Шенстона) нет произведения с таким названием.